# Weimarer Dichtertreffen
Das jährlich stattfindende Weimarer Dichtertreffen, ab 1940 „Europäisches Dichtertreffen“, war die wichtigste literarische Veranstaltung im NS-Staat.
Gastgeber war das Reichsministerium für Volksaufklärung und Propaganda, die Tagungsgeschäftsstelle befand sich im Hotel Elephant. Das Treffen hatte den Charakter einer Arbeitstagung, die von verschiedenen Festlichkeiten (Opern- und Theateraufführungen, Empfänge) umrahmt wurde. Höhepunkt war ein Staatsakt.
Teilnehmer waren „die wichtigsten deutschen Schriftsteller der Zeit“ (gemeint: die in Nazi-Deutschland geblieben und anerkannt waren) sowie ausländische Dichter. Bis 1939 hieß die Tagung Großdeutsches Dichtertreffen, ab 1940 Europäisches Dichtertreffen. Die Herbstreise französischer Schriftsteller 1941 zum zweiten internationalen Dichtertreffen wurde durch die Teilnahme von Robert Brasillach, Pierre Drieu La Rochelle, Abel Bonnard, Ramon Fernandez, André Fraigneau, Jacques Chardonne sowie Marcel Jouhandeau international bekannt. Die Beteiligung der französischen Autoren wurde von dem Angehörigen der Propagandastaffel Paris Gerhard Heller organisiert. Der finnische Schriftsteller Arvi Kivimaa schrieb einen 1944 in Deutschland verlegten Bericht.
1941 nahm auch Hans Carossa am „Weimarer Dichtertreffen“ teil, wo er die Präsidentschaft der Europäischen Schriftsteller-Vereinigung (ESV) von inner- und außerdeutschen, freiwilligen Kollaboranten akzeptierte. „Im nächsten Jahr blieb er der peinlichen Veranstaltung fern.“ Generalsekretär der ESV wurde Carl Rothe. 1942 wurde der Italiener Giovanni Papini stellvertretender Präsident der Vereinigung.

## Teilnehmer am Dichtertreffen 1941
Am Dichtertreffen nahmen Teilnehmer aus 14 Ländern (mit Deutschland 15) teil:
- Belgien: Felix Timmermans, Ferdinand Vercnocke[6], Ernest Claes, Filip De Pillecyn[7]
- Bulgarien: Fani Popowa-Mutafowa
- Dänemark: Svend Fleuron; Ejnar Howalt[8]
- Finnland: Arvi Kivimaa;[9] Veikko Antero Koskenniemi
- Frankreich: Robert Brasillach; Pierre Drieu La Rochelle; Abel Bonnard; Ramon Fernandez[10]; André Fraigneau[11]; Jacques Chardonne; Marcel Jouhandeau
- Großdeutschland: Moritz Jahn; August Hinrichs; Friedrich Schnack; Hans Baumann; Hans Carossa; Hanns Johst; Bruno Brehm; Paul Alverdes; Karl Heinrich Waggerl
- Italien: Emilio Cecchi, Antonio Baldini, Elio Vittorini, Arturo Farinelli, Alfredo Acito[12], Giulio Cogni[13], Mario Sertoli[14], Enrico Falqui[15]
- Kroatien: Antun Bonifačić[16]
- Niederlande: Rintsje Piter Sybesma[17], Henri Bruning[18], Jan Eekhout[19]
- Norwegen: Kåre Bjørgen[20], Lars Hansen
- Rumänien: Nicolae I. Herescu[21], Ion Sân-Giorgiu[22]
- Schweden: Einar Malm[23]
- Schweiz: John Knittel
- Spanien: Ernesto Giménez Caballero[24], Luis Felipe Vivanco[25]
- Ungarn: József Nyírő.[26]

Deutsche Organisatoren und Begleiter waren: Wilhelm Haegert, Reichsschrifttumskammer; Carl Rothe; Karl Heinz Bremer, Deutsches Institut Paris, Stellvertreter Karl Epting; Friedrich Bran, Leiter des Frankreich-Komitees im Auswärtigen Amt Berlin; Gerhard Heller, Verlagszensor beim Militärbefehlshaber Frankreich. In Weimar trafen die auswärtigen Gäste auf Vertreter der deutschen nationalsozialistischen Literatur wie Moritz Jahn und Friedrich Schnack.